# Dalla Dalla
«Dalla Dalla» (estilizado como DALLA DALLA) (en hangul, 달라달라; literalmente, «Diferente Diferente») es el sencillo debut del grupo surcoreano Itzy, publicado bajo el sello de JYP Entertainment el 12 de febrero de 2019. Se publicó junto con su vídeo musical y estuvo disponible como sencillo digital titulado «It'z Different», el cual tiene la canción «Want It?» como lado B. En el momento de su publicación, el vídeo musical en YouTube de la canción alcanzó el número más alto de visitas en el debut de un grupo de K-pop en las primeras 24 horas, con 17,1 millones.

Una remezcla de la canción apareció en el primer EP del grupo, It'z Icy, el 29 de julio de 2019, como la cuarta pista del miniálbum.

## Composición
«Dalla Dalla» está escrita por Galactika.

## Recepción de la crítica
Tamar Herman de Billboard calificó la canción como un "himno potenciador, presentando a Itzy como un grupo que es una alternativa a sus pares", así como "luchador y rápido para cambiar tempos y géneros", destacando sus "desgloses de hip-hop". Al escribir para Kotaku, Seung Park lo consideró una "mezcla ecléctica de una versión madura de algunos de los trabajos más esotéricos de Red Velvet con Blackpink o la estética hip-hop de 2NE1". Park también lo nombró la "Selección K-Pop del Día", diciendo que es una "campana de apertura sólida de lo que se perfila como una carrera larga e interesante". Lee Jeong-ho calificó la canción como una "fusión" de los "méritos de varios géneros como EDM, house, hip hop, etc."

## Vídeo musical
En el momento en que el vídeo musical se subió al canal de YouTube de JYP Entertainment el 11 de febrero de 2019, se convirtió en el vídeo debut más visto de un grupo de K-pop con 17,1 millones de visitas en 24 horas, batiendo el récord establecido por «La Vie en Rose» de Iz One. «Dalla Dalla» también tiene el récord del vídeo musical debut de K-pop más rápido en alcanzar los 100 millones de visitas. El vídeo musical fue dirigido por Naive Creative Production. Actualmente tiene más de 200 millones de visitas.

## Promoción
Itzy realizó una transmisión en vivo en Naver V Live para conmemorar su debut, donde también realizaron la coreografía completa de la canción por primera vez. El grupo promovió Dalla Dalla en varios programas de música en Corea del Sur, incluyendo M Countdown, Music Bank, Show! Music Core, Inkigayo y Show Champion, los días 14, 15, 16, 17 y 20 de febrero, respectivamente.

## Rendimiento comercial
«Dalla Dalla» debutó en el número 5 en la lista digital de Gaon hasta que alcanzó su posición máxima en el número 2, tres semanas después de su lanzamiento.
También alcanzó el número 2 en el K-pop Hot 100, el 2 en el Billboard World Digital Song Sales chart, el 20 en el RMNZ Hot Singles chart y 31 en el Billboard Japan Hot 100.
«Dalla Dalla» también ocupó el número 6 en las listas de medios, descargas y transmisiones de mitad de año de Gaon, respectivamente.
En noviembre de 2019, «Dalla Dalla» superó los 100 millones de transmisiones en Gaon Music Chart, obteniendo el primer sencillo de certificación de platino del grupo. Fue la primera canción debut del grupo K-pop en obtener una certificación de platino de la Asociación de contenido musical de Corea (KMCA) desde que se introdujo la certificación en abril de 2018.

## Lista de canciones
| N.º  | Título        | Letras                  | Música                                                                                  | Arreglo                       | Duración |  |
| 1.   | «Dalla Dalla» | Galactika               | Galactika, Anthena                                                                      | Galactika                     | 3:21     |  |
| 2.   | «Want It?»    | Lee Seu-ran, Tommy Park | Emile Ghantous, Keith Hetrick, Allison Gillis, Aimee Proal, Whitney Phillips, Erin Beck | Emile Ghantous, Keith Hetrick | 3:21     |  |
| 6:42 |               |                         |                                                                                         |                               |          |  |

## Listas
| Lista (2019)                                        | Posición más alta |
| --------------------------------------------------- | ----------------- |
| Japón (Japan Hot 100)                               | 31                |
| Malasia (RIM)                                       | 8                 |
| Hot Singles de Nueva Zelanda (RMNZ)                 | 20                |
| Singapur (RIAS)                                     | 3                 |
| Corea del Sur (Gaon)                                | 2                 |
| Corea del Sur (K-pop Hot 100)                       | 2                 |
| Estados Unidos World Digital Song Sales (Billboard) | 2                 |

## Certificaciones
| País                                                                 | Certificación | Ventas                   |
| -------------------------------------------------------------------- | ------------- | ------------------------ |
| Corea del Sur                                                        | Platino       | 100,000,000* (streaming) |
| * las cifras de ventas sobre la base de la certificación por sí sola |               |                          |

## Premios
| Año  | Premio                  | Categoría                 | Resultado | Ref.   |
| ---- | ----------------------- | ------------------------- | --------- | ------ |
| 2019 | Melon Music Awards      | Canción del Año           | Nominado  | [ 30 ] |
| 2019 | Melon Music Awards      | Mejor Baile - Femenino    | Nominado  | [ 30 ] |
| 2020 | Gaon Chart Music Awards | Canción del Año - febrero | Pendiente |        |
| 2020 | Golden Disk Awards      | Daesang digital           | Pendiente |        |